# Neocaudites triplistriatus
Neocaudites triplistriatus är en kräftdjursart som först beskrevs av Edwards 1944.  Neocaudites triplistriatus ingår i släktet Neocaudites och familjen Hemicytheridae. Inga underarter finns listade i Catalogue of Life.